# ASV Köln
Der ASV Köln ist ein in Köln beheimateter Sportverein mit dem Schwerpunkt Leichtathletik.

## Geschichte
Der ASV Köln wurde am 27. Februar 1929 als Akademischer Sportverein an der Universität Köln gegründet. 1936 erfolgte die Loslösung von der Universität und die Umbenennung in Athletik-Sportverein Köln.
Bis in die frühen 1980er Jahre gehörte der ASV Köln zu den führenden deutschen Leichtathletikvereinen. Mangels Sponsoren kam es ab den 1990ern allerdings, vor allem im Vergleich zum regionalen Konkurrenten TSV Bayer 04 Leverkusen, zu einer abnehmenden Finanzkraft. Der kontinuierliche Verlust fast aller Spitzensportler und eines großen Teils des talentierten Nachwuchses war die Folge. Hinzu kam, dass 1995 nur wenige hundert Meter vom Trainingsgelände entfernt, mit dem Leichtathletik-Team Deutsche Sporthochschule Köln ein weiterer Leichtathletikverein entstand.
1934 bis 1999 war der ASV Köln Veranstalter des besonders erfolgreichen ASV-Sportfestes im Müngersdorfer Stadion, bei dem mehrere Weltrekorde aufgestellt wurden und das in seinen besten Zeiten mehr als 30.000 Zuschauer anzog.
Mit Beginn des Jahres 2008 wurde im Bereich der Leichtathletik eine Gemeinschaft mit dem benachbarten Leichtathletik-Team Deutsche Sporthochschule Köln begründet. Diese Konzentration der Kölner Spitzenleichtathletik wurde aus sportlicher wie finanzieller Hinsicht für nötig erachtet. Beide Vereine starteten etwa zweieinhalb Jahre lang gemeinsam als LG ASV/DSHS Köln und nutzten gemeinsam die Trainingsanlagen. Unter beidseitigem Einvernehmen wurde diese Leichtathletikgemeinschaft zur Wintersaison 2010 wieder aufgelöst. Seit 2024 gehen ASV Köln und LT DSHS Köln in Staffeln und Mannschaften als StG Köln an den Start.
Heute werden beim ASV Köln neben der Leichtathletik auch noch weitere Sportarten wie Triathlon, Floorball, Ultimate Frisbee und Sommerbiathlon angeboten. Lange Zeit gab es auch eine Basketballmannschaft, die drei Spielzeiten in der Basketball-Bundesliga (BBL) des Deutschen Basketball Bundes (DBB) spielte und sich schließlich mit einem Sponsor als BSC Saturn Köln verselbständigte.

### Vereinswappenhistorie

Ehemaliges Logo
Bis 2019
2020–2021
2022–heute

## Bekannte Leichtathleten des ASV Köln (Auswahl)

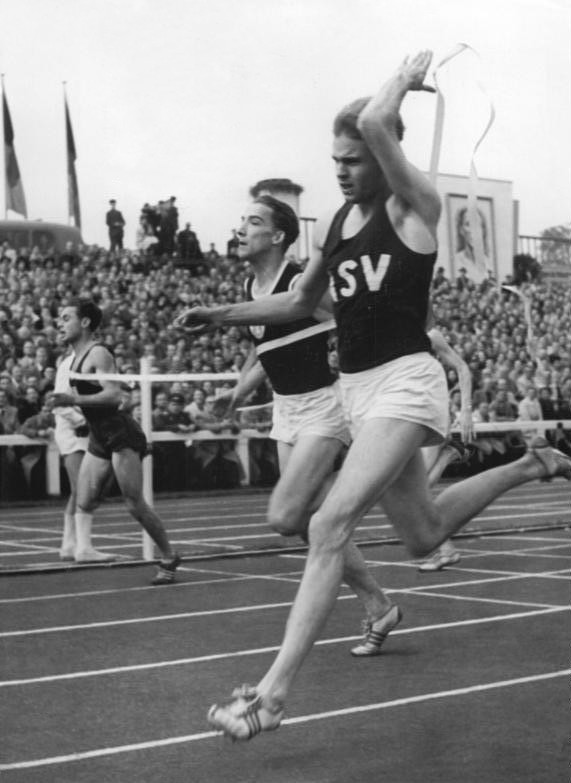
Manfred Germar im ASV-Trikot

- Gaby Bußmann startete von 1978 bis 1981 für den ASV Köln, 1978 wurde sie Europameisterschaftsfünfte mit der Staffel
- Bernd Cullmann wurde 1960 mit der Staffel Olympiasieger
- Christel Frese war 1972 Halleneuropameisterin, 1969 gewann sie mit der Staffel Europameisterschaftsbronze, 1971 Silber
- Manfred Germar gewann 1956 Olympiabronze mit der Staffel, war dreifacher Europameister 1958 und 1962
- Jutta Heine gewann 1960 bei den Olympischen Spielen in Rom die Silbermedaille über 200 m und mit der Staffel 4 × 100 m, ab 1962 beim ASV Köln
- Brigitte Kraus war Weltmeisterschaftszweite 1983 und Halleneuropameisterin 1976, 1983 und 1984
- Martin Lauer war Olympiasieger 1960 mit der Staffel, 1956 und 1960 Olympiavierter und Europameister 1958
- Tim Lobinger war 1999, 2000 und von 2003 bis 2007 beim ASV Köln, er wurde 2006 Europameisterschaftszweiter und 2003 Hallenweltmeister
- Dietmar Mögenburg startete 1983 und 1984 für den ASV Köln, 1984 wurde er Olympiasieger und Halleneuropameister
- Fritz Nottbrock, Mitbegründer des Vereins, Hürdenläufer und zweimaliger Olympiateilnehmer (1932, 1936)
- Marlene Schmitz-Portz war mehrfache deutsche Meisterin und Olympiateilnehmerin 1960
- Carlo Thränhardt trat von 1977 bis 1986 für den ASV Köln an, 1986 gewann er Europameisterschaftsbronze, 1983 war er Halleneuropameister
- Klaus Ulonska war 1962 Europameister mit der Staffel
- Gustav Weinkötz war 1936 Olympiateilnehmer und 1937 zweiter deutscher Zwei-Meter-Springer. Von 1935 bis 1938 war er viermal in Folge Deutscher Meister im Hochsprung
- Thomas Wessinghage war ab 1981 beim ASV Köln, wurde 1982 Europameister sowie 1981, 1982 und 1986 Halleneuropameister
- Ulrike Meyfarth Hochspringerin, zweimal Olympiasiegerin
- Grete Winkels lief Staffel-Weltrekord und wurde zweimal Deutsche Meisterin über 200 m

## ASV Rugby
Rugby stellte bis 31. Dezember 2017 die zweitälteste Abteilung im ASV Köln dar. Sie wurde bereits am 1. März 1951 gegründet und förderte vor allem das 15er Rugby nach Regeln des International Rugby Board (IRB). Ihre Mannschaften nahmen am regulären Ligabetrieb des Deutschen Rugby-Verbandes (DRV) sowie an diversen nationalen und internationalen Turnieren teil. In der Saison 2004/05 wurde unter anderem die erste Damenmannschaft Deutscher Meister im olympischen 7er-Rugby und holte im Jahr darauf erneut den Titel. Zum 1. Januar 2018 löste sich die Abteilung vom ASV Köln und führt ihre Aktivitäten fortan eigenständig als eingetragener Verein unter dem Namen Rugby-Sport-Verein Köln fort.

## ASV Laufteam
Das ASV Laufteam ist eine Trainingsgemeinschaft von Mittel- und Langstreckenläufern sowie einigen Langsprintern innerhalb des ASV Köln. Die Mitgliedschaft im Traditionsklub ist allerdings verpflichtend, sodass auch die überwältigende Mehrheit der Läufer Wettkämpfe für den ASV Köln absolviert.

### Entstehung
Die Anfänge des ASV Laufteams reichen zurück ins Jahr 1997, als die Laufabteilung des ASV Köln nahezu ausgestorben war. Jugendtrainer Jürgen Jaenisch, einstiger Hallenweltrekordler über 4 × 400 m und Deutscher Hallenvizemeister 1964 über 400 m, akquirierte jedoch von Jahr zu Jahr mehr Nachwuchsläufer, so dass sich ab der Saison 2000 ein fester und großer Stamm von Mittelstrecklern bildete. Seither sind die Mitgliedszahlen, Bestzeiten und Titelgewinne kontinuierlich gestiegen.
Am 7. Juli 2002 wurde Philipp Legath über die 1500 m der Männer in 3:45,22 min Deutscher Vizemeister hinter Franek Haschke von der LG Asics Pirna. Aus besagtem Jahr stammt auch Legaths Bestzeit von 3:42,87 min. Der jüngste Erfolg auf nationaler Ebene gelang Marius Piwonka, Erik Somssich und Christian Schreiner bei den Deutschen Juniorenmeisterschaften 2007 in Hannover. In 7:21,08 min wurden sie Deutsche Juniorenvizemeister über 3 × 1000 m und bescherten dem Laufteam damit eine langersehnte Medaille.

## ASV Floorball
Die ASV Floorball-Abteilung besteht seit 1998 und wurde durch Petra Rickenberg gegründet. Die relativ junge Mannschaftssportart aus der Familie der Stockballspiele ist aus den verschiedenen Hockeysportarten entstanden, woraus sich der ehemalige Namen Unihockey ableitet. Im Jahr 2009 beschloss der deutsche Dachverband nunmehr den internationalen Namen Floorball zu verwenden. Es handelt sich dabei um ein dem Hallen- oder Eishockey ähnliches Spiel, bei dem auch hinter den Toren gespielt werden kann. Beim ASV Köln werden zwei Varianten gespielt, die in Nordrhein-Westfalen weit verbreitete Variante Floorball-Kleinfeld (drei Feldspieler plus Torwart pro Team) und die internationale Variante Floorball-Großfeld (fünf Feldspieler plus Torwart pro Team).

### Mannschaften
Seit 2006 bietet die Floorball-Abteilung neben dem Angebot für Erwachsene auch ein Jugendtraining an, welches Kindern und Jugendlichen ab sechs Jahren den Einstieg in den rasanten Sport ermöglicht.
Die erste Herrenmannschaft spielt seit der Saison 2010/11 in der 2. Bundesliga Nord-West. Aushängeschild der Abteilung ist aber die von Daniel Mahnken, Trainer der deutschen U19-Damennationalmannschaft, trainierte Damenmannschaft. Sie spielt in der 1. Maxxprint Floorball-Bundesliga der Damen, der höchsten Spielklasse in Deutschland. Die weiteren Mannschaften des ASV Köln nehmen an den Ligen des Nordrhein-Westfälischen Unihockeyverbandes (NWUV) teil. Die zweite Herrenmannschaft nimmt dabei an der Regionalliga West teil. Darüber hinaus gibt es noch fünf Nachwuchsteams in den Altersklassen U9, U11, U13, U15 und U17, die alle in der jeweiligen Jugendliga des NWUV teilnehmen.

### Erfolge
Der größte Erfolg der Floorball-Abteilung ist der Gewinn der Westdeutschen Meisterschaft 2010 (Herren-Großfeld) und dem damit verbundenen Aufstieg in die 2. Bundesliga Nord-West. Das Damenteam konnte in ihrer Premierensaison 2009/10 in der Regionalliga West den zweiten Platz belegen und qualifizierte sich damit für die Play-offs um die Deutsche Meisterschaft 2010 in Kiel, die mit dem dritten Platz beendet wurde. In der Saison 2010/11 konnten die Damen die Westdeutsche Meisterschaft gewinnen und qualifizierten sich damit wieder für die Deutsche Meisterschaft. Bemerkenswert war auch ein Freundschaftsspiel des ASV Köln gegen die belgische Nationalmannschaft im Jahr 2002, welches mit 3:5 knapp für Belgien ausging. International bekannt ist die Abteilung durch die Ausrichtung des größten Floorball-Großfeld-Turniers in Deutschland, dem Floorball Festival Cologne, an dem regelmäßig 16 hochkarätige Teams aus fünf Nationen teilnehmen. Das Turnier findet seit 2004 jährlich statt.

### ASV-Floorballer in der Nationalmannschaft
Seit dem 1. August 2010 ist Daniel Mahnken Trainer der deutschen U19-Nationalmannschaft der Damen. Er ist Spieler der ersten Herrenmannschaft und Trainer der Damenmannschaft des ASV Köln.
Janik Pfeiffer, Spieler der ersten Herrenmannschaft, stand bei der Floorball-Weltmeisterschaft 2010 in Helsinki/Finnland im Kader der deutschen Nationalmannschaft.
Mit Larissa Kühn, Caroline Lieber, Carolin Henze haben gleich drei Spielerinnen des ASV Köln an der U19-Weltmeisterschaft 2012 in Nitra/Slowenien teilgenommen.
Bei der Erstaustragung der 3vs3-Kleinfeld-Weltmeisterschaft im Mai 2024 führte Pawel Alexiadis Team Deutschland I als Kapitän an.

## ASV Ultimate Frisbee
Die ASV Ultimate-Abteilung wurde im Jahr 1998 gegründet. Neben dem Jugendteam „Frühkids“ gibt es das Mixed Team „Frühmix“, das Frauenteam „UdeC“ und das Herrenteam „Frühsport 2,0“, die alle am Ligabetrieb teilnehmen. Seit den 2000er Jahren haben die Teams vielfach Siege auf nationaler und europäischer Ebene einfahren können. Für die Altersklasse der „Masters“ ab 30(w)/33(m) Jahren nimmt das Mixed Team „Spätmix“ 2022 an der Club-Weltmeisterschaft in Irland teil.

### Der Sport
Ultimate ist ein actionreicher und laufintensiver Teamsport mit dem Frisbee. Es ist ein kontaktloses Spiel, bei dem zwei Teams mit je sieben Spieler/-innen gegeneinander antreten. Ziel des Spiels ist es, die Scheibe in der gegnerischen Endzone zu fangen und dadurch einen Punkt zu erzielen, bevor das gegnerische Team sie erobern kann. Wer die Scheibe hält, darf aber nicht laufen. So entsteht ein schnelles, taktisches Pass-Spiel, bei dem die Athleten & Athletinnen um die Wette laufen, werfen und fliegen.
Eine Besonderheit beim Ultimate ist die erste Regel des Spiels: Der „Spirit of the Game“. Ohne Schiedsrichter/-innen ist der Sport darauf angewiesen, dass alle Spieler/-innen die Regeln kennen und anwenden, sich mit Respekt und Fair Play begegnen. Bis in die Weltspitze sorgt das für eine einzigartige, warmherzige Community.

## Basketball
Lange Zeit wurde innerhalb des Vereins auch Basketball angeboten. Die erste Herrenmannschaft spielte zwischen 1969 und 1976 insgesamt fünf Jahre in der Basketball-Bundesliga. Die Basketball-Abteilung verselbständigte sich 1977 unter dem Namen des Hauptsponsors als BSC Saturn Köln.